# جمال الدين أبو القاسم الصفراوي
جمال الدين أبو القاسم عبد الرحمن بن عبد المجيد بن إسماعيل بن عثمان بن يوسف بن الحسين بن حفص بن الصفراوي - نسبة إلى الصفراء التي عند بدر الإسكندري الفقيه المالكي شيخ المقرئين 
هو عالمٌ مسلمٌ من علماء الحديث النبوي ولد بالإسكندرية في أول عام 544 هـ

## روايته للحديث النبوي
- تلا بالروايات على : أبي القاسم عبد الرحمن بن خلف الله بن محمد بن عطية القرشي، وعلي بن أحمد بن جعفر الغافقي، وأبي يحيى اليسع بن حزم، وأبي الطيب عبد المنعم بن الخلوف، وبرع في القراءات، وألف فيها كتاب " الإعلان
- تفقه على : العلامة أبي طالب صالح بن إسماعيل بن بنت معافى
- سمع من : أبي طاهر السلفي، وأبي الطاهر بن عوف، وأبي محمد العثماني وجماعة .